# Thérèse-De Blainville
Thérèse-De Blainville ist eine regionale Grafschaftsgemeinde (französisch municipalités régionales de comté, MRC) in der kanadischen Provinz Québec.
Sie liegt in der Verwaltungsregion Laurentides und besteht aus sieben untergeordneten Verwaltungseinheiten. Die MRC wurde am 26. Mai 1982 gegründet. Der Hauptort ist Bois-des-Filion. Die Einwohnerzahl beträgt 157.103 (Stand: 2016) und die Fläche 207,20 km², was einer Bevölkerungsdichte von 758,2 Einwohnern je km² entspricht.

## Gliederung
Stadt (ville)
- Blainville
- Boisbriand
- Bois-des-Filion
- Lorraine
- Rosemère
- Sainte-Anne-des-Plaines
- Sainte-Thérèse

## Angrenzende MRC und vergleichbare Gebiete
- Les Moulins
- Laval
- Deux-Montagnes
- Mirabel